# Tíjola
Tíjola és una localitat de la província d'Almeria. L'any 2006 tenia 3.877 habitants. La seva extensió superficial és de 70 km² i té una densitat de 54,6 hab/km². Les seves coordenades geogràfiques són 37° 20′ N, 2° 26′ O. Està situada a una altitud de 693 metres i a 165 quilòmetres de la capital de la província, Almeria.

## Demografia
| 1998  | 1999  | 2000  | 2001  | 2002  | 2003  | 2004  | 2005  | 2006  | 2007  |
| ----- | ----- | ----- | ----- | ----- | ----- | ----- | ----- | ----- | ----- |
| 3.796 | 3.796 | 3.757 | 3.787 | 3.814 | 3.798 | 3.755 | 3.820 | 3.877 | 3.949 |

## Personatges il·lustres
- Fidela Campiña: cantant d'òpera (soprano).